# Live at the Metro
Live at the Metro is het eerste en enige livealbum van de Amerikaanse poppunkband The Ataris. Het album werd opgenomen op 25 oktober 2003 in Metro Chicago en onder eigen beheer uitgegeven op 24 februari 2004. De albumcover is een parodie op de cover van het livealbum Live at Leeds van Britse rockband The Who.

## Nummers
1. "Unopened Letter to the World"
2. "1*15*96"
3. "IOU One Galaxy"
4. "So Long, Astoria"
5. "Between You and Me"
6. "Your Boyfriend Sucks"
7. "Song #13"
8. "All You Can Ever Learn is What You Already Know"
9. "Someday"
10. "The Saddest Song"
11. "The Boys of Summer" (cover van Don Henley)
12. "Astro Zombies"
13. "1*15*96" (akoestisch)
14. "My Hotel Year" (akoestisch)
15. "The Hero Dies in This One" (akoestisch)
16. "Fast Times at Dropout High" (akoestisch)
17. "A New England" (akoestisch)
18. "(What's So Funny 'Bout) Peace, Love & Understanding" (akoestisch)
19. "San Dimas High School Football Rules" (akoestisch)